# Imagizam
Imagizam ili imažinizam je pjesnički pravac nastao u Sjedinjenim Državama i Ujedinjenom Kraljevstvu početkom 20. stoljeća. Naglasak je bio stavljen na slikama, prizorima i osjetilima kao temeljima pjesničkog stvaralaštva.
Imažinisti su odbacivali apstraktni jezik, složenu simboliku i gomilanje stilskih sredstava. Smatrali su kako je čovjekov doživljaj fizičkog svijeta jedina prava, pouzdana vrijednost.
Zauzimali su se za jezičnu ekonomičnost, preciznu i konkretnu pjesničku sliku i jasno izražen detalj. Uzor su nalazili i u haiku pjesništvu.

## Predstavnici
Glavni predstavnici anglo-američkog imagizma su T. E. Hulme, E. Pound, A. Lowel, F. S. Flint, W. C. Wiliams, H. Doolittle (H. D.) i R. Aldington.
Imagizam se javio i u Rusiji, a glavni predstavnik ruskog imagizma je Sergej Jesenjin.